# 路易莎·坦齐尼
路易莎·坦齐尼（義大利語：Luisa Tanzini，1914年7月14日—？），生于帕维亚，意大利女子竞技体操运动员。她曾代表意大利获得1928年夏季奥运会体操比赛女子团体全能银牌。她在2002年以前去世。